# Jérémie Janot
Jérémie Janot, född 11 oktober 1977 i Valenciennes, är en fransk före detta fotbollsmålvakt. Han spelade under 16 år för AS Saint-Étienne. Han spelade även för FC Lorient och Le Mans.